# Diocesi di Zucchabar
La diocesi di Zucchabar (in latino: Dioecesis Zucchabaritana) è una sede soppressa e sede titolare della Chiesa cattolica.

## Storia
Zucchabar, forse identificabile con Miliana nell'odierna Algeria, è un'antica sede episcopale della provincia romana della Mauritania Cesariense.
Sono tre i vescovi conosciuti di questa diocesi africana. Alla conferenza di Cartagine del 411, che vide riuniti assieme i vescovi cattolici e donatisti dell'Africa romana, presero parte il cattolico Massimiano e il Germano Pascasio.
Il nome di Stefano appare al 20º posto nella lista dei vescovi della Mauritania Cesariense convocati a Cartagine dal re vandalo Unerico nel 484; Stefano, come tutti gli altri vescovi cattolici africani, fu condannato all'esilio.
Dal 1933 Zucchabar è annoverata tra le sedi vescovili titolari della Chiesa cattolica; dal 23 febbraio 1996 il vescovo titolare è Theotonius Gomes, C.S.C., già vescovo ausiliare di Dacca.

## Cronotassi

### Vescovi residenti
- Massimiano † (menzionato nel 411)
  - Germano † (menzionato nel 411) (vescovo donatista)
- Stefano † (menzionato nel 484)

### Vescovi titolari
- Nicolas Kinsch, S.C.I. † (26 settembre 1967 - 15 aprile 1971 dimesso)
- John Anthony Kelly † (16 novembre 1972 - 24 luglio 1987 deceduto)
- João Maria Messi, O.S.M. (15 giugno 1988 - 22 marzo 1995 nominato vescovo di Irecê)
- Theotonius Gomes, C.S.C., dal 23 febbraio 1996